# Caliábria
A Diocese de Caliábria é uma diocese histórica, sendo actualmente uma sé titular.
Existiu, anteriormente à nacionalidade, ao longo do século VII da nossa Era, dela se conhecendo apenas os nomes de quatro bispos. Resultou da divisão da diocese de Viseu no século VII, tendo o seu território voltado a reintegrá-la posteriormente. A sede situava-se à margem do rio Douro no morro Calabre, freguesia de Almendra, concelho de Vila Nova de Foz Côa. Ocupava os actuais territórios portugueses do Ribacôa, sendo provável que se expandisse mesmo ainda mais para Ocidente, de encontro às dioceses de Lamego e Viseu.
Extinta pouco antes da invasão muçulmana da Península Ibérica, seria restaurada em 1168 pelo rei Fernando II de Leão como diocese de Ciudad Rodrigo (a qual se considera ainda hoje sua herdeira espiritual), para obstar às tentativas portuguesas de expansão para essa área. Não obstante, o título de bispo titular de Caliábria continua a ser usado por bispos auxiliares ainda hoje, à semelhança do que sucede com outras dioceses históricas de Portugal extintas.

## Lista de bispos de Caliábria
1. Servus-Dei (633-646)
2. Celedónio (653-660?)
3. Aloário (666-670?)
4. Ervígio (688-693)

## Lista de bispos titulares de Caliábria
1. Albert van Overbeke, C.I.C.M. (1969-1978)
2. José da Cruz Policarpo (1978-1997), antigo Cardeal-Patriarca de Lisboa
3. Walmor Oliveira de Azevedo (1998-2004), actual Arcebispo de Belo Horizonte
4. Paulo Francisco Machado (desde 12 de Maio de 2004 a 2 Janeiro 2008)
5. Joaquim Augusto da Silva Mendes, S.D.B. (desde 31 Janeiro 2008)